# 亞美尼亞欽察語
亞美尼亞欽察語，是在14-15世紀克里米亞半島的突厥語族語言，屬欽察語支，用亞美尼亞字母書寫。
這種語言使用者後來被亞美尼亞人同化，也改持亞美尼亞語。